# Ormándlak
Ormándlak is een plaats (község) en gemeente in het Hongaarse comitaat Zala. Ormándlak telt 129 inwoners (2001).